# Carex contracta
Carex contracta är en halvgräsart som beskrevs av Ferdinand von Mueller. Carex contracta ingår i släktet starrar, och familjen halvgräs.
Artens utbredningsområde är New South Wales. Inga underarter finns listade i Catalogue of Life.